# Prinsbisdom Verdun
Het prinsbisdom Verdun (Duits: Fürstbistum Wirten) was een tot de Boven-Rijnse Kreits behorend bisdom binnen het Heilige Roomse Rijk

## Geschiedenis
Omstreeks 350 stichtte Sanctinus het bisdom Verdun. In het midden van de negende eeuw werd het bij de kerkprovincie Trier ingedeeld. In 997 bevestigde keizer Otto II de overdracht van het graafschap Verdun door de graaf aan de bisschop. Hiermee werd de bisschop rijksvrij. De voogdij werd uitgeoefend door het graafschap Bar, maar deze voogdij werd in 1134 overgedragen aan de stad Verdun. Daardoor werd het bisdom sterk afhankelijk van de paus. Nadat Verdun zich ontwikkelde tot rijksstad, verlegde de bisschop zijn zetel naar Hattonchâtel. Het prinsbisdom was vrij klein en stond onder invloed van het hertogdom Lotharingen.
In 1552 werd de Franse koning in het verdrag van Chaumont rijksvicaris voor de prinsbisdommen Metz, Toul en Verdun. Verdun werd daarop door Frankrijk bezet. In 1648 werden het prinsbisdom en de stad in paragraaf 70 van de Verdrag van Münster definitief door keizer Ferdinand III aan Frankrijk afgestaan.

## Reunionen
Op grond van oude banden tussen het prinsbisdom en verschillende gebieden binnen het Heilige Roomse Rijk, herenigde Frankrijk de volgende gebieden met Verdun tijdens de zogenoemde Reunionen:
- 12-04-1680: graafschap Veldenz
- 29-05-1680: kasteel, stad en ambt Hattonchâtel
- 24-10-1680: heerlijkheid Virton
- 28-11-1680: kasteel Mussy
- 09-12-1680: stad Étain (rechten van de kerk St Marie Madeleine in Verdun)
- 10-09-1683: alle overige plaatsen binnen het bisdom
- zonder proces: het ambt Saint-Mard, het kasteel van Montquintin en Gomery

## Regenten
Zieː lijst van bisschoppen van Verdun